# 이와테현 제3구
이와테현 제3구(일본어: 岩手県第1区, いわてけんだい1く)는 일본의 중의원 선거구이다. 1994년 일본 공직선거법 개정으로 신설되었다.

## 지역
- 하나마키시
- 기타카미시
- 이치노세키시
- 오슈시
- 와가군
- 이사와군
- 니시이와이군

2017년 선거구 개편으로 이와테현 제4구가 폐지되면서 관할 지역이 바뀌었다. 2017년 선거구 개편 이전에는 다음과 같았다. (옛 지역2)
- 오후나토시, 도노시, 이치노세키시, 리쿠젠타카타시, 가마이시시, 니시이와이군, 게센군, 가미헤이군, 시모헤이군 야마다정

2013년에도 선거구 개편이 있었는데 야마다 정이 2구에서 3구로 넘어왔다. 2013년 선거구 개편 이전에는 다음과 같았다. (옛 지역1)
- 오후나토 시, 도노 시, 이치노세키 시, 리쿠젠타카타 시, 가마이시 시, 니시이와이 군, 게센 군, 가미헤이 군

## 역사
중선거구 시절에는 대부분 지역이 오자와 이치로의 지반이었던 옛 이와테현 2구였다. 소선거구제 도입 이후 오자와는 이와테 4구를 지역구로 삼고, 3구에는 자신의 심복을 내보내는 방식을 취했다. 1996년 제41회 일본 중의원 의원 총선거에서 오자와의 심복인 사사키 요헤이가 당선되었지만, 사사키가 보수당에 이적하며 오자와와 결별했기 때문에 2000년 제42회 일본 중의원 의원 총선거에서는 새로운 후보로 기카와다 도오루를 보내 그대로 당선, 사사키는 낙선하였다. 이후 기카와다 의원은 오자와의 심복으로 남으면서 3구에서 4회 연속 당선되었다. 1996년 소선거구제 도입부터 2009년까지 오자와 이치로와 같은 당 (신진당 → 자유당 → 민주당) 소속 후보가 당선된 것이다.
2011년 동일본 대지진을 계기로 기카와다 의원은 오자와와 결별, 오자와 의원이 민주당을 탈당할 당시 동조하지 않고 민주당에 잔류하였다. 그에 따라 2012년 제46회 일본 중의원 의원 총선거에서 일본 미래의 당 소속이 된 오자와는 신인 후보로 사토 나오미를 내세우면서, 3구 전직 의원 - 오자와 추천 신인후보라는 2000년 총선과 같은 선거구도가 되었다. 아이러니하게도 12년 전에는 사사키 후보에 맞설 자객후보였던 기카와다가 이번에는 자객후보를 대하는 모양새가 되었던 것이다.
그러나 2000년 총선과는 달리 이번 선거에서도 기카와다 의원이 당선되면서 5선 의원이 되었고, 이와테 3구는 명실공히 '오자와 지반'에서 '기카와다 지반'으로 돌아섰다는 분석이 나왔다. 또한 자민당의 하시모토 히데노리 후보는 소선거구 선거전에서 두 후보간 경쟁에 묻히며 득표수 3위로 끝났지만, 자민당이 소선거구에서 대승을 거두면서 도호쿠 블록에 비례대표로 중복 입후보했던 모든 후보가 부활할 수 있었기 때문에, 비례대표 명단 5위 자리에서 부활하며 당선되었다. 3구가 설치된 1996년 이후 처음으로 두번째 당선자를 배출하게 되었다.
2014년 제47회 일본 중의원 의원 총선거에서는 오자와가 이끄는 생활의 당은 후보를 내지 않았고, 기카와다 의원과 하시모토 후보의 격돌로 기카와다가 당선됐지만, 하시모토는 다시 비례부활로 당선되었다. 2017년 공직선거법 개정에 따라 이와테 현의 소선거구 개수가 4개에서 3개로 감소하면서 구획이 대폭 변경되었으며, 새롭게 설치된 3구 선거구는 옛 3구의 이치노세키 시와 히라이즈미 정만 남기고 나머지는 거의 옛 4구 관할지역을 물려받게 되었다. 같은해 제48회 일본 중의원 의원 총선거에서는 옛 3구의 기카와다 의원이 은퇴하고, 하시모토는 자민당의 비례대표 단독 후보가 되었으나 낙선했다. 소선거구에서는 옛 4구의 오자와 (야당 단일화 후보로 자유당에 소속된 채 무소속으로 출마)와 후지와라 타카시 (자민당, 비례대표)가 입후보하였으며, 오자와가 당선되고 후지와라는 비례대표로 부활 당선되었다.

## 역대 국회의원
| 선거          | 선거          | 의원            | 정당       |
| ------------- | ------------- | --------------- | ---------- |
|               | 1996년 제41회 | 사사키 요헤이   | 신진당     |
|               | 2000년 제42회 | 기카와다 도오루 | 자유당     |
|               | 2003년 제43회 | 기카와다 도오루 | 민주당     |
| 2005년 제44회 |               | 기카와다 도오루 | 민주당     |
| 2009년 제45회 |               | 기카와다 도오루 | 민주당     |
| 2012년 제46회 |               | 기카와다 도오루 | 민주당     |
| 2014년 제47회 |               | 기카와다 도오루 | 민주당     |
|               | 2017년 제48회 | 오자와 이치로   | 무소속     |
|               | 2021년 제49회 | 후지와라 타카시 | 자유민주당 |

## 같이 보기
- 이와테현 선거구